# Südlicher Schwarzameisenwürger
Der Südliche Schwarzameisenwürger (Thamnophilus praecox), manchmal auch Cocha-Wollrücken genannt, ist eine Vogelart aus der Gattung der Ameisenwürger (Thamnophilus). Die Art ist ein Endemit der Várzeawälder Ecuadors.
Die Bestandssituation des Südlichen Schwarzameisenwürgers wurde 2016 in der Roten Liste gefährdeter Arten der IUCN als „Near Threatened (NT)“ = „potenziell gefährdet“ eingestuft.
Die Art gilt als monotypisch.
Den Namen erhielt der Vogel, da er Wanderameisen folgt, um diese zu vertilgen.

## Merkmale

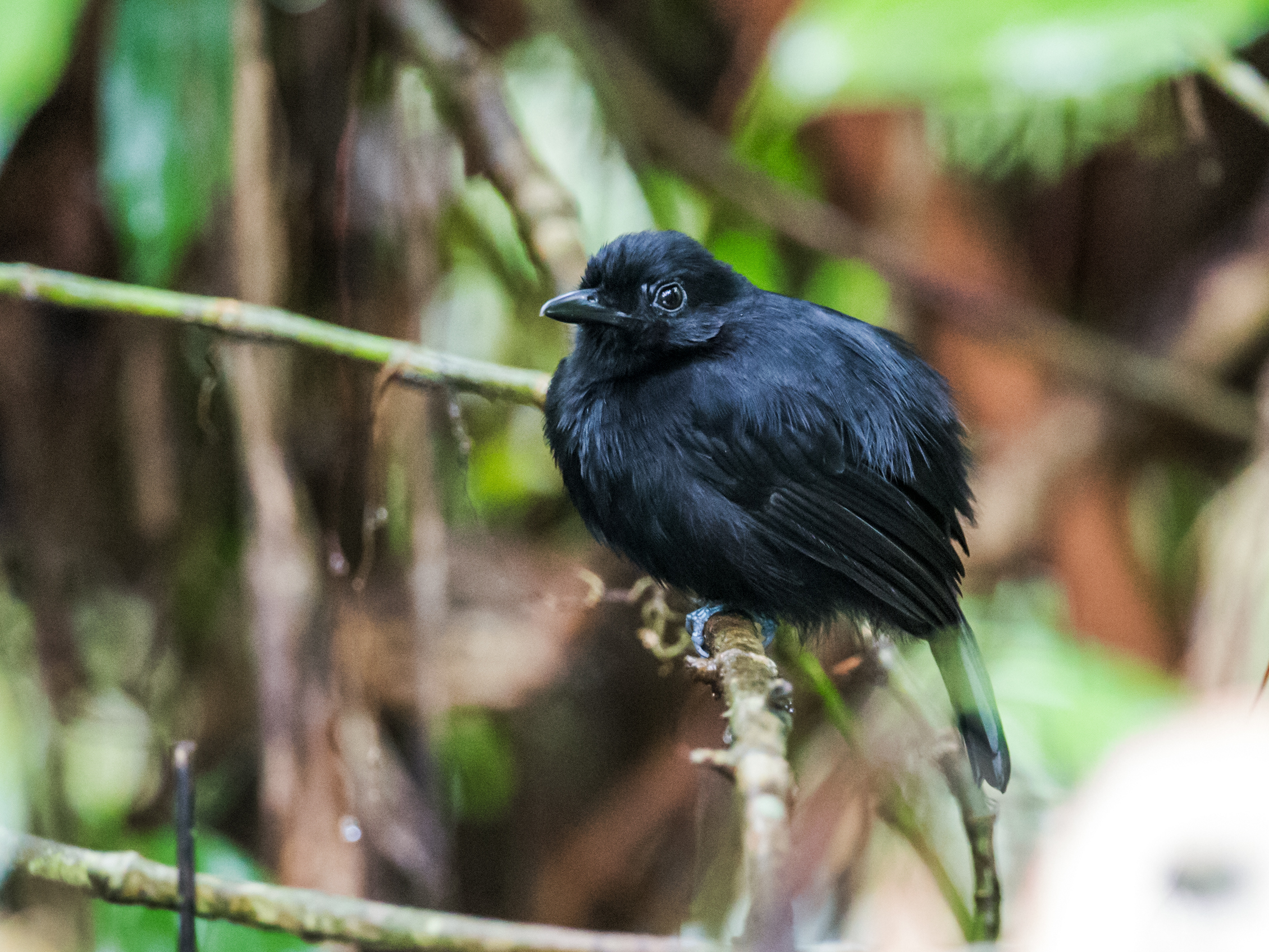
Südlicher Schwarzameisenwürger (Männchen)

Der Südliche Schwarzameisenwürger erreicht eine Körperlänge von etwa 16 Zentimetern. Das Männchen ist durch und durch dunkelschwarz. Nur die Unterflügeldecken sind weiß, was aber in freier Natur nicht auffällt. Beim Weibchen sind Kopf, Brust, Kehle und Brust ebenfalls schwarz mit geringfügigen weißen Schlieren auf der Brust. Die Oberseite ist hell zimtfarben bis rotbraun. Die Unterseite ist farblich ähnlich wie die Oberseite, doch etwas blasser.

## Verbreitungsgebiet
Das Habitat erstreckt sich vom Rio Lagarto-Cocha bis Zancudococha am südlichen Teil des Río Aguarico. Einzelne Berichte und Stimmaufnahmen gibt es vom Río Pacuyacu und Río Napo. Es ist daher anzunehmen, dass der Vogel auch in Peru und Kolumbien vorkommen könnte. Der Vogel bewegt sich in den unteren Bereichen typischer Várzeawäldern. Hier sitzt er normalerweise in sehr dichter Vegetation, so dass er nur sehr schwer zu entdecken ist. Er bewegt sich vorzugsweise in der Nähe von Wasser. So bevorzugt er Terrain, das ganzjährig überflutet ist.

## Verhalten
Der Südliche Schwarzameisenwürger ist normalerweise in Paaren unterwegs. Sein Futter bezieht er aus den dichten wassernahen Sträuchern. Selten sieht man ihn mit anderen Ameisenvögeln, wie dem Nördlichen Grauameisenschnäpper (Hypocnemoides melanopogon). Gemischte Gruppen sind aber eher die Ausnahme. Anders als andere Ameisenvögel scheint der Südliche Schwarzameisenwürger bis Mitte des Morgens selten stimmlich aktiv zu werden.